# Комаров, Сергей Петрович (кинематографист)
Сергей Петрович Комаров (настоящая фамилия — Лаврентьев; 2 марта 1891, Вязники, Владимирская губерния — 23 декабря 1957, Москва) — советский актёр театра и кино, режиссёр немого кино, сценарист, педагог. Заслуженный артист РСФСР (1935).

## Биография
Родился 2 марта 1891 года в городе Вязники.
В 1913 году окончил Алексеевское военное училище в Москве, служил в армии.
В 1923 году закончил три курса актёрского факультета Первой Госкиношколы и с этого же года — один из ведущих актёров экспериментальной мастерской Льва Кулешова.
В 1923—1934 годах — декан актёрского факультета, заведующий кафедрой экспериментальной мастерской Льва Кулешова при Государственном институте кинематографии. 
С 1956 года — актёр Театра-студии киноактёра.
Преподавал актёрское мастерство во ВГИКе.
Скончался 23 декабря 1957 года в Москве. Урна с прахом захоронена в колумбарии Донского кладбища.

## Звания и награды
- Орден Трудового Красного Знамени (6 марта 1950 года) — за выдающиеся заслуги в развитии советской кинематографии, в связи с 30-летием[5].
- Заслуженный артист РСФСР (1935).

## Фильмография

### Актёр
- 1921 — Деревня на переломе (короткометражный) — комиссар
- 1921 — Серп и молот — начальник продотряда
- 1924 — Необычайные приключения мистера Веста в стране большевиков — Одноглазый
- 1925 — Луч смерти — Томас Ланн
- 1926 — Мисс Менд — Чиче
- 1926 — По закону — Ганс Нильсен, муж Эдит
- 1927 — Конец Санкт-Петербурга — пристав
- 1928 — Весёлая канарейка — Брянский, большевик-подпольщик
- 1928 — Дом на Трубной — Лядов
- 1928 — Кукла с миллионами
- 1928 — Саламандра (Salamander; СССР-Германия) — Бржезинский, иезуит
- 1929 — Два-бульди-два — Бульди-отец, клоун
- 1929 — За ваше здоровье (короткометражный)
- 1932 — Горизонт — американский полицейский; поп
- 1932 — Друзья совести
- 1933 — Дезертир — рабочий
- 1933 — Марионетки
- 1933 — Окраина — Александр Петрович Грешин, хозяин сапожной мастерской
- 1934 — Мечтатели — профессор Волынцев
- 1934 — Настенька Устинова — Кузьмич
- 1935 — Космический рейс — академик Седых
- 1935 — Любовь и ненависть — капитан
- 1935 — У самого синего моря — эпизод
- 1936 — Дохунда — Азим-Шах
- 1938 — Глубокий рейд — начальник штаба Имперского воздушного флота
- 1938 — Люди долины Сумбар — профессор Бураков
- 1938 — Одиннадцатое июля — Капуста
- 1939 — Минин и Пожарский — князь Трубецкой
- 1939 — Щорс — немецкий полковник
- 1940 — Гибель «Орла» — сторож порта
- 1940 — Сибиряки — Терентий
- 1941 — Старый двор
- 1942 — Железный ангел — обер-инженер
- 1942 — Клятва Тимура — старик (нет в титрах)
- 1942 — Принц и нищий — Капеллан
- 1943 — Лермонтов — эпизод (нет в титрах)
- 1943 — Мы с Урала — Юрий Павлович, директор оборонного завода № 75
- 1945 — Это было в Донбассе — немецкий офицер
- 1946 — Синегория — министр
- 1947 — Поезд идёт на восток — член комиссии (нет в титрах)
- 1948 — Молодая гвардия — врач (нет в титрах)
- 1953 — Нахлебник — Иван Кузьмич Иванов, друг Кузовкина
- 1955 — Попрыгунья — друг Ольги Ивановны
- 1956 — Тайна двух океанов — Андрей Николаевич, профессор-океанолог

### Режиссёр
- 1927 — Поцелуй Мэри Пикфорд
- 1928 — Кукла с миллионами
- 1932 — Путь на Север (документальный)

### Сценарист
- 1927 — Поцелуй Мэри Пикфорд

## Роли в театре
- 1953 — «Нахлебник» постановка режиссёров: Мстислава Корчагина, Владимира Басова и Бориса Лифанова — Иван Кузьмич Иванов, друг Кузовкина